# Ricinocarpos undulatus
Ricinocarpos undulatus är en törelväxtart som beskrevs av Johann Georg Christian Lehmann. Ricinocarpos undulatus ingår i släktet Ricinocarpos och familjen törelväxter. Inga underarter finns listade i Catalogue of Life.